# ستيفن فان واينبيرغ
ستيفن بيتر روبرت ألبرت فان واينبيرغ (تنطق بالهولندية: [ˈsteːvə(ɱ) vɑɱ ˈʋɛiə(m)ˌbɛr(ə)x](مواليد 21 مارس 1973) هو سياسي هولندي الموطن، بلجيكي المولد ينتمي إلى حزب الديمقراطيين الاشتراكيين الليبراليين 66. خدم في مجلس النواب وشغل عدة مناصب وزارية. وهو وزير المالية الحالي.
ي أغسطس 2023، قبل الانتخابات العامة في نوفمبر ، أعلن أنه لن يسعى لولاية أخرى. شغل مرة أخرى منصبًا شاغرًا في حكومة روته الرابعة اعتبارًا من 6 ديسمبر 2023، ليصبح وزير الدولة للثقافة والإعلام. قام بتغيير هذا المنصب إلى وزير المالية في 12 يناير 2024 ليخلف سيغريد كاغ.